# 織田広近
織田 広近（おだ ひろちか）は、室町時代後期の武将。名は郷近とも。通称は与十郎。官位は遠江守。

## 略歴
織田郷広の子として誕生。幼名は千代夜叉丸。
長禄3年（1459年）、尾張国丹羽郡小口に小口城を築城し、居城とした。文正元年（1466年）、尾張守護の斯波義廉に従い、広近は一門衆のほか、大軍を率いて朝倉氏景（後の越前守護）と共に上洛している。
岩倉城主で尾張上四郡守護代でもある「織田伊勢守家」当主の兄・敏広の命で斎藤氏に備えるため文明元年（1469年）、尾張丹羽郡に木ノ下城（犬山城）を築城し、小口城から移った。同年2月、尾張丹羽郡にあった空母山徳蓮寺を再興した（のちに大龍山徳林寺と改称）。文明7年（1475年）、嫡男・寛広を兄・敏広の養子としたため、もう1人の子・寛近（津田武永）に家督を譲り、小口に隠居所・万好軒（現在の吉祥山妙徳寺）を立て、ここに閑居した。
文明13年（1481年）8月、清洲城主で尾張下四郡守護代でもある「織田大和守家」当主の織田敏定と子の寛広と共に上洛し、8代将軍・足利義政に貢ぎ物をしている。『蔭凉軒日録』によると、長享2年（1488年）、美濃国龍門寺領を巡って、京都の蔭凉軒主から広近宛に書状が送られた。このことから隣国美濃にまで影響力を持っていたのが窺える。

## 系譜
- 父：織田郷広
- 母：不詳
- 妻：不詳
- 生母不明の子女
  - 男子：織田寛広
  - 男子：津田武永 - 織田寛近
  - 男子：織田広忠 - 与三郎